# Le Bureau des jardins et des étangs
Le Bureau des jardins et des étangs est un roman français de Didier Decoin, publié par les éditions Stock en 2017, sur un thème du Japon ancien.

## Trame narrative
Dans le Japon du 12e siècle finissant, une jeune femme de la campagne se rend à la lointaine capitale livrer un lot de carpes vivantes à un office impérial. Le trajet est semé d'obstacles et d'expériences. Durant son bref séjour dans la capitale, elle est amenée à approcher la cour impériale. Puis, elle revient dans son pays.

## Résumé
Un prêtre achève le rituel shinto de deuil d'un pauvre pêcheur.
Nakamura Katsuro est mort, au retour d'une pêche dans la rivière Kusa-gawa, la cheville brisée, sous le regard d'un héron blanc (p. 120).
Sa jeune veuve, Amakusa Miyuki (27 ans, 45 kilos), va sans doute devenir une paysanne sans terre.
Elle doit d'abord assurer le contrat établi entre le village de Shimae et la cour impériale de Heiankyo : au nom du village, Katsuro fournit régulièrement aux étangs impériaux des carpes de longueur incomparable.
Leur très modeste maison, à l'extrémité du village est riche uniquement des  apparaux de pêche, d'un pot à sel, au bord d'un étang pour élevage de poissons admirables, une carpière pour cinquante carpes.
Miyuki a su faire preuve de réserve et de dignité : elle reste affligée, émaciée, et surtout souillée par la mort de son mari.
Le vieux Nagusa Watanabe, qui réside dans le quartier privilégié de Susaku Oji, dans la capitale, à proximité du grand palais impérial. Le Bureau des Jardins et des Étangs est bien défunt mais toujours actif (p. 53), intégré depuis 896 au Bureau de la Table de l'Empereur. Ce très haut fonctionnaire a donné des ordres, ne serait-ce que pour répondre aux demandes des responsables des temples (impériaux) qui abritent des étangs à carpes.
Trois émissaires des services impériaux viennent, à cheval, passer commande au village de vingt carpes à Katsuro. Le responsable du village, Natsume, promet la livraison à ces énormes cloportes, ces gros grillons (p. 21, et s'assure que Miyuki s'y prépare activement. Le chemin est long (au moins trois  jours), difficile (sentier, voire sente, forêt détrempée, végétation brouillonne, averse, montagnes), périlleux (femme seule, brigands, pirates, rōnin, raids sanglants des hordes rebelles (p. 60)), coûteux. Elle ne peut en emporter que huit, dûment sélectionnées, dans quatre baquets remplis de boue et d'eau à renouveler, nacelles pendues à une perche de bambou, une palanche.
Elle rencontre peu de monde, deux vieux, Akinaru et Yagoro (p. 70), et parvient à passer la nuit à la Cabane de la Juste Rétribution (comme son mari). La tenancière, Akiyoshi Sadako, lui fait une proposition de facilitation qu'elle refuse. Au matin, près de l'étang altéré par des têtes coupées lors de l'incursion coréenne de la nuit, elle se défend contre les intimidations de deux grandes grues blanches, elle engage une danse d'affirmation et de défense de  sa personne et de son bien : étrange caquetage et postures syncopées (p. 100).
Dans les monts Kii, guidée par l'homme-cheval Akito et son comparse Genkishi (parmi une foule de pèlerins), elle passe la nuit dans une annexe du temple bouddhiste de Fudō Myōō. Au matin, six carpes (p. 136) ont disparu, alors qu'elle dormait, pour avoir accepté de consommer des gâteaux offerts, mais avec somnifère. Le jeune bonze responsable du temple, à la fin de son rituel, ne saurait rien promettre : Miyuki a la vision de six têtes de carpes dévorées, et pense à pratiquer un suicide rituel. Au départ, elle trébuche sur le cadavre d'un jeune homme, dont elle emporte le poignard. Le batelier Okano Mitsudada déclare qu'il s'agit seulement de luttes entre clans. Sur sa demande, il accepte de pêcher des truites de remplacement, et lui conseille, pour les financer, d'aller à l'auberge des Deux Lunes dans l'eau (p. 161).
Dans l'auberge, la maîtresse punit une jeune prostituée, Nyngyo. Elle en obtient la grâce, s'en fait une compagne, et, à la nuit, une barque d'amour emporte une Mère et cinq filles, à la quête de clients sur les bords de la rivière Yodogawa. Un seigneur (p. 177-196) n'y trouve pas son bonheur, mais satisfait Miyuki : une quantité de ligatures de cuivre, contre la promesse d'un ongle à arracher.
Le lendemain, elle parvient à la capitale, où elle découvre un incendie (dû au logement d'un maître danseur de bugaku) et apprend que l'auberge de la nuit a été entièrement détruite avec massacre du personnel. Elle est accueillie par Nagusa et Kusakabe. Ils lui font visiter son logement, isolé, à peine préservé, dans une zone dévastée. Cette nuit-là, elle rêve d'accompagner ses truites dans l'étang, et de s'y noyer, pendant que Nagusa est convoqué par l'Empereur, âgé de quinze ans, pour organiser un concours de parfums (p. 253, takimono awase), sur le thème de l'odeur de la demoiselle d'entre deux brumes (p. 338), correspondant à un rêve de l'empereur.
Le jour suivant, on lui fait visiter l'étang du temple de destination, qui lui offre un bon repas à emporter. Cette nuit-là, Kusakabe obtempère à une convocation nocturne intempestive de Nagusa, pour envisager une participation au concours de parfums. Kusakabe remémore certaines données du Sūtra de Vimalakirti dont la traduction originale est archivée dans le même temple de Tōdai-ji. S'ensuit une visite nocturne au magasin impérial de la Deuxième Avenue, pour sélectionner dans l'obscurité les ingrédients nécessaires à leur projet (p. 285).
Nagusa assiste au lâcher des carpes, et leur collaboration va cesser, avec une rétribution faible (vingt rouleaux de taffetas de soie, contre les cent rouleaux prévus pour vingt carpes). Mais, après avoir observé avec ravissement une petite perle de salive (p. 299) de Miyuki, il décide d'utiliser les senteurs de Miyuki pour le concours. Il le remporte, est félicité. La récompense pour Nagusa est « trois chevaux blancs splendidement harnachés, la queue et la crinière parées de papillotes sur lesquels étaient calligraphiés des poèmes » (p. 349). Nagusa offre à Miyuki un des trois chevaux, qu'elle refuse, et beaucoup d'or et beaucoup de soie. Nagusa reçoit aussi l'ordre impérial de détruire tout ce qui a contribué à accomplir ce miracle (p. 346, dont la jeune veuve.
Exfiltrée par Rashōmon, grâce à Kusakabe, elle revient à Shimae : arbres abattus, silence des oiseaux (« un merle au plumage ardoié strié de bleu... planté dans un arbre un peu comme un clou qu'on n'aurait pas fini d'enfoncer » (p. 365), rizières arasées, village anéanti, maisons désintégrées, sol fissuré. Le seul survivant est Hakuba, presque un petit frère. Ils descendent tous deux la rive de la Kusagawa, vers la mer, dans l'odeur de mort. Hakuba, le seul du village à savoir nager, plonge dans la rivière. Miyuki l'y rejoint, et découvre une carpe noire géante coincée (p. 380. Elle décide de rester à essayer de la dégager.

## Personnages principaux
- Nakamura Katsuro, mari de Miyuki, décédé
- Amakusa Miyuki, personnage principal, jeune femme (27 ans) de Shimae
- Nagusa Watanabe, directeur du Bureau des Jardins et des Étangs, vieil homme selon lui-même, un vieillard selon Kusakabe
- Kusakabe Atsuhito (p. 54), principal assistant de Nagusa-san, gracile, gracieux, ardent, incandescent danseur, et sans doute amant
- Hakuba, fils du potier Nassume (de Shimae), devenu Gureki, redevenu Hakuba quand il se réconcilie avec le monde

## Écriture
L'auteur fournit une bibliographie résumée des ouvrages utilisés pour la conception du récit, dont Le Dit du Genji, en partie pour éviter tout anachronisme : calèche attelée à un bœuf, palanquin, geta, Jūnihitoe ... et les centaines de rites et cérémonies que doit présider l'empereur.
Le scénario serait proche de La Laitière et le Pot au lait, mais ce récit n'est pas une fable. Le texte importe pour l'évocation de cette époque du Japon (village de pêcheurs, mobilité risquée, cour impériale), entre sophistication courtisane et simplicité rurale.
Le narrateur accompagne les déplacements de Miyuki, avec ses sensations, visuelles, sonores, olfactives, tactiles, sa perception du monde naturel : paysages, forêts, montagne, flore, faune (lucioles, cigales, singes, renards), brumes, pluie, orage, vent du nord, neige, tremblement de terre... Les meilleures comparaisons sont animales : « avec la lenteur engourdie d'un papillon sortant de sa chrysalide et déployant ses ailes » (p. 279).
Les étapes sont autant d'épreuves, d'ordre sociologique : agresseurs (opposants), protecteurs (adjuvants), voleurs, sexualité exigeante, y compris chez les moines bouddhistes (p. 84), propositions, invitations, menaces... et psychologique : souvenirs, regrets, nostalgie, désirs (p. 236) (de mort aussi), plaisirs, espoirs, et non-dits.

### esthétisme
Nagusa est un esthète, décadent, un dandy snob, qui vise à une forme suprême d'élégance, un Des Esseintes (À rebours) ou un Jean-Baptiste Grenouille (Le Parfum), qui se désole que personne ne remarque ses lèvres vertes (p. 234) ou ses sourcils redessinés et repeints en vert de jade (p. 261) : la jeune femme « en oublia de mettre en éventail sa main devant sa bouche, infligeant au directeur et à son adjoint le pectacle affligeant de ses dents horriblement blanches » (p. 320). Il choisit pour leur performance les douze robes de la parure (Jūnihitoe) que va porter Miyuki « la [gamme de couleur] appelée Foudre Érable Rouge, dont la première parure, en soie blanche, servait de sous-vêtement, et sur laquelle venaient se superposer onze autres robes qui, allant en s'éclaircissant, déclinaient à peu près toutes les nuances de rouge existant dans la nature, depuis le cramoisi des érables jusqu'au rose tendre des fleurs de prunier, en passant par le brunissement empourpré de certains feuillages et le violet des fleurs de lespédèzes qui font le régal des cerfs » (p. 325).
Nakusa s'inspire du [Quoi ?], que Kusakabe a évoqué devant lui, non de son enseignement, mais du « papier sur lequel ce sutra a été traduit du sanscrit, calligraphié et conservé au Todaiji, le temple où la veuve de Shimae relâchera ses carpes demain matin. Un papier d'une blancheur et d'une pureté exceptionnelles. J'ai eu le privilège de l'admirer, il m'a même été permis de le caresser, et j'éprouve encore sa douceur ineffable au bout des doigts.» (p. 282).
« À supposer même que s'amenuise l'engouement pour les takimono awase au point de ne plus figurer parmi les rites et traditions pratiqués à la our, la mémoire populaire se rappellerait cette nuit de neige sur Heiankyo, cette nuit au cours de laquelle un haut fonctionnaire avait réussi, pour complaire à son empereur, à recréer l'odeur infiniment complexe, infiniment mouvante, infiniment vivante d'une femme dont chacun de  ses quatre membres, chaque béance de son corps, chacune des douze robes de son junihitoe, avait libéré et mêlé ses émanations » (p. 357).

### sexualité
La sexualité, rétribuée ou non, est présentée comme une donnée évidente, qu'il s'agisse d’empileuse de riz (p. 84), de yūjo (p. 159), de prostitution occasionnelle. Nagusa est le seigneur bienveillant de la barque d'amour, qui trop rapidement recule « avec cette lenteur d'un tiroir vide dont on avait espéré qu'il contenait quelque chose de précieux, et que l'on refermait à regret » (p. 186). Kusakabe, convoqué de nuit chez Nagusa, « prit à peine le temps de renvoyer la prostituée dont il avait loué les services pour le réchauffer en cette nuit glaciale » (p. 277). Miyuki participe de ce commerce, pour le meilleur et sans consommation, mais durant son trajet vers la capitale, elle se rappelle le plaisir sexuel qu'elle éprouvait avec son mari  (p. 34-35, p. 183, ou  p. 62-68 pour son mariage par irruption) : « Son gland s'était métamorphosé en museau de carpe dont les quatre barbillons turbulents s'agitaient, ceux de la lèvre supérieure, petits et charnus, titillant le clitoris de la jeune femme, tandis que les deux plus grands, situés aux commissures, caressaient les parois de son vagin » (p. 250). Cette sensualité accompagne Miyuki, dans son plaisir à remuer la boue (de manière utilitaire), à caresser les carpes : « L'eau était glacée. L'obscurité l'empêchait de voir les poissons, mais elle sentait leur présence à leurs frôlements, à la palpitation légère de leurs nageoires contre ses jambes, elle avait l'impression de marcher au milieu d'un vol de papillons froids » (p. 42). Dans la scène finale, elle décide de tâcher de dégager la carpe géante coincée dans le lit de la rivière, « capable, dans sa gueule démesurément ouverte, d'engamer un de ses bras jusqu'à l'épaule » (p. 380), au risque qu'une réplique du tremblement de terre ouvre une crevasse qui les engloutisse toutes deux.

### odorat
L'olfaction est le sens le plus exploré dans le texte. La pureté, l'impureté, la souillure, la purification sont des thèmes récurrents : « En attendant, Nagusa se dénuda et s'abandonna aux soins de trois de ses servantes afin d'être épilé, baigné puis massé avec des huiles à fort pouvoir aromatique pour faire oublier à Kusakabe les parfums troublants de la petite veuve de Shimae » (p. 361) ; « il ne pouvait expulser ces salissures qu'en soumettant son corps au fouet de la cascade d'eau glacée qui dévalait à travers la forêt de cèdres » (p. 245) ; « tandis que Nagusa éternuait dans le bain de purification » (p. 247)...
L'hyperosmie, ou hypersensibilité olfactive, des principaux personnages, Nagusa, Kusakabe et de tous les participants au concours de parfums (p. 322-352, takimono awase) : « L'œuf que tu tapotes sur le rebord d'un bol, la coquille se fendille, tu achèves de la rompre, tu sépares le blanc du jaune, normalement ils ne devraient rien sentir ni l'un ni l'autre, et pourtant si, le blanc surtout. [...] Cette odeur me rappelle celle du riz trop lavé, trop cuit, et celle d'une toilette de soie qu'une servante étourdie a oubliée sous la pluie et qui est à présent définitivement gâchée, et, plus que tout, elle m'évoque la nausée, la beauté souillée, et puis la mort des oiseaux. [...] Il n'y a rien qui donne davantage l'idée du désenchantement qu'un oiseau aux ailes froides et rigides » (p. 238-239) ; « donner une impression d'envol, d'impermanence et de poussière » (p. 257).
Le thème du concours est prévisible. « Une rumeur courait, selon laquelle, cette année, les joutes s'inspireraient des mutations odorantes provoquées par les fortes pluies de juin quand elles croulent sur les jardins ; alors, à la façon d'un préparateur d'encens, elles hachent menu, pilonnent et broient les fleurs crémeuses, elles déchiquettent, tailladent, lacèrent les feuilles et les tiges pleines de sève, elles concassent, émiettent, triturent, pétrissent la terre, pulvérisent les coquilles désertées des escargots, la chitine des carapaces abandonnées, les lourds accords de l'humus soutenant la fraîcheur des émanations florales » (p. 260).
Le jeune empereur lance un défi plus beau : « Une demoiselle est donc passée d'une nappe de brume à une autre, et dans son sillage un peu de son parfum a subsisté en haut du pont. quel est ce parfum ? Voici la trame du takimono awase. À présent, conçois et exécute la formule qui décrira cette image sans qu'il soit besoin de mots » (p. 262).
Miyuki a sa propre perception. Ainsi, après avoir goûté l'eau de l'étang où elle va lâcher ses carpes : « L'étang avait un goût très doux, effacé, de fruit mal venu, mal mûri, avec une finale légèrement boueuse due sans doute à la présence de nombreux éléments organiques en décomposition que seule une éleveuse de carpes pouvait percevoir. » (p. 265). Il lui arrive de trébucher quand elle renverse un peu du contenu du seau de bouse liquide à répandre sur es plantations : « elle répandait alors une odeur si forte que les oiseaux l'évitaient et remontaient en flèche vers les hauteurs du ciel » (p. 256).
Vu son long voyage, avec toutes les péripéties, et son unique vêtement, devenu une vieille défroque, raide de boue séchée, de crasse et de  (p. 292)..., son odeur peut être désagréable : « Je pue, Excellence, c'est ça ? [...] Oui, [...] mais l'odeur séduisante ou fétide qu'il émet ne reflète jamais la réalité d'un être » (p. 319). cette odeur est responsable du fiasco de la barque d'amour, après qu'elle a dépouillé ses huit robes : « La senteur [...] C'est son fumet qui m'a alerté. Elle embaume — ou empeste, je ne suis pas encore décidé — quelque chose de sauvage, un relent de forêt, d'herbes froissées, de terre détrempée, de tanière » (p. 192), ces effluves, exhaler une odeur déconcertante (p. 235). « Ce n'était pas une odeur solitaire, isolée, mais une longue suite d'arômes, comme un ruban qui flotte et se torsade sur lui-même » (p. 235). « Quelque chose d'invisible emmaillotait la veuve du pêcheur, suivait les contours de son corps, en épousait les pleins et les déliés, formant autour d'elle comme une seconde enveloppe charnelle, mais invisible, intouchable, [...] aura, réplique immatérielle, corps subtil suppléant le corps réel » (p. 237).
Cette femme malodorante (p. 271, pour Kusakabe) est potentiellement pour Nagusa « quelqu'un de juvénile, une fraîche, mais chiche petite personne, une déguenillée gracieuse et pouilleuse à la fois, une souillon regardable, et même à la fois assez jolie pour avoir frappé l'imagination de de Nijo [...] mais barbouillée d'on ne savait quelle saleté qui, de la chevelure aux orteils, empestait doucement » (p. 312). Cette impression vient du souvenir « du parfum onctueux, douceâtre à dominante d'argile blanche et de miel, qu'il avait eu le temps de percevoir lorsqu'une particule de la salive de Miyuki s'était posée sur ses lèvres » (p. 313) et avait étincelé le temps d'une fraction de seconde, comme un soleil minuscule (p. 299). « L'addiction de Nagusa n'avait rien d'érotique. Ce singulier plaisir olfactif, dont il convenait volontiers que d'autres puissent le trouver rebutant, ne provoquait chez lui aucune forme d'excitation sensuelle, mais lorsque l'empreinte s'effaçait, que sa fragrance volage n'était déjà plus qu'un souvenir, il savait que, l'espace d'un instant, il avait été un homme heureux » (p. 300). « Une odeur inconnue, déroutante, dont il n'aurait su dire s'il avait davantage envie de lafuir ou de s'y enfouir » (p. 303). « Il revoyait le visage d'Amakusa Miyuki, sa bouche entrouverte,révélant des dents d'une blancheur si vulgaire, et de cette bouche il se rappelait avoir vu fuser vers lui une pétillante petite bulle qui avait éclaté sur sa lèvre supérieure. Alors il avait vacillé, non comme un vieillard trahi par ses jambes, mais comme un jeune homme qui découvre le poison violent et délicieux de l'ivresse » (p. 307).
Pour Nagusa, elle est belle (p. 319), « Amakusa Miyuki sent la vie, [...] exhale la vie par tous les orifices de son corps, [...] elle secète cette vie, [...] elle la suinte et la fait perler par tous les pores de sa peau » (p. 320-321).
« Ne cède pas à la volupté des fumées, ne farde pas, ne déguise pas, ne camoufle pas l'odeur qui émane de ta chair, même si tu crains — et peut-être as-tu raison, tu as même sûrement raison — quelle ne rebute certaines narines » (p. 318).
Et dans la Salle du Trône, « les odeurs subtiles émanant de la jeune femme devaient être plus sensibles sur le versant de son corps où l'air, rendu volatil par la chaleur du brasero, circulait plus librement entre les couches de soie de son vêtement » (p. 339).
Et le miracle se produit (p. 340-348).
Et, comme dans le Sūtra de Vimalakirti, chacun peut imaginer pouvoir « renaître dans une terre pure [...] doucement parfumée par tous les parfums » (p. 283).

## Éditions
- Le Bureau des jardins et des étangs (Stock, janvier 2017), 388 pages  (ISBN 978-2-234-07475-0), avec une couverture illustrée par Yuji Moriguchi (jeune fille enlaçant une carpe géante).

## Réception
L'accueil critique francophone est très bon,,.
En 2019, le livre se voit attribuer par la Literary Review son prix annuel de la pire scène érotique (Bad Sex Award), ex-aequo avec John Harvey. La scène distinguée par le jury est la suivante: 
« Katsuro se mit à gémir tandis qu’une bosse se formait sous l’étoffe de son kimono à hauteur du sexe, bosse que Miyuki empoigna, pétrit, malaxa, écrasa, broya. Sous l’attouchement, les testicules et la verge de Katsuro ne formèrent plus qu’une seule masse qui roulait sous l’étreinte de la main. Miyuki avait l’impression de palper un petit singe qui recroquevillait ses pattes. »